# Абдей Абдуллов
Абдей Абдуллов (баш. Әбдей Абдуллов) — участник Крестьянской войны 1773—1775 годов в Башкортостане, «пугачёвский полковник». Мулла.

## Биография
Абдей Абдуллов происходил из башкир деревни Елпачиха, Гайнинской волости Осинской даруги.
Осенью—зимой 1773 года вместе с Адылом Ашменевым, Батыркаем Иткининым и Сайфуллой Сайдашевым стал одним из предводителей повстанцев, действовавших на северо-западе Башкортостана.
14 декабря 1773 года Абдей Абдуллов, в составе группы башкирских старшин, сотников и рядовых общинников Осинской дороги, прибыл в Чесноковку — в один из повстанческих центров Крестьянской войны под предводительством Емельяна Пугачёва. И. Н. Зарубин присвоил Абдуллову чин «пугачёвского полковника» и вернул обратно на Осинскую дорогу.
Со второй половины декабря 1773 года отряды Абдея Абдулова, Батыркая Иткинина, Аделя Ашменева и Сайфуллы Сайдашева заняли пригород Осы, дворцовые села Сарапул и Каракулино, Юговские казённые, Аннинский, Рождественский, Ашапский, Шермяитский и другие заводы. В конце декабря 1773 года отряды восставших сконцентрировались в пригороде Осы. Повстанцы планировали поход на Кунгур и Соликамск, а оттуда на Казань. Отряд Абдея Абдуллова должен был идти на север по Каме к Кунгуру, где должен был соединиться с отрядом Батыркая Иткинина. Абдей Абдулов занял деревню Култаево, Юго-Камский завод и село Беляевское. В Верхних Муллах управители заводов смогли собрать карательную команду в 1700 человек. Абдей Абдулов встретился с руководителем карательного отряда и промышленником Исмагилом Тасимовым. В итоге Абдей Абдулов, не приняв встречного боя, отступил к Осе.
В феврале—марте 1774 года проводил мобилизацию сторонников восстания на горных заводах, в башкирских и русских населённых пунктах Прикамья. Дальнейшая судьба неизвестна.